# 국도 제7호선 (핀란드)

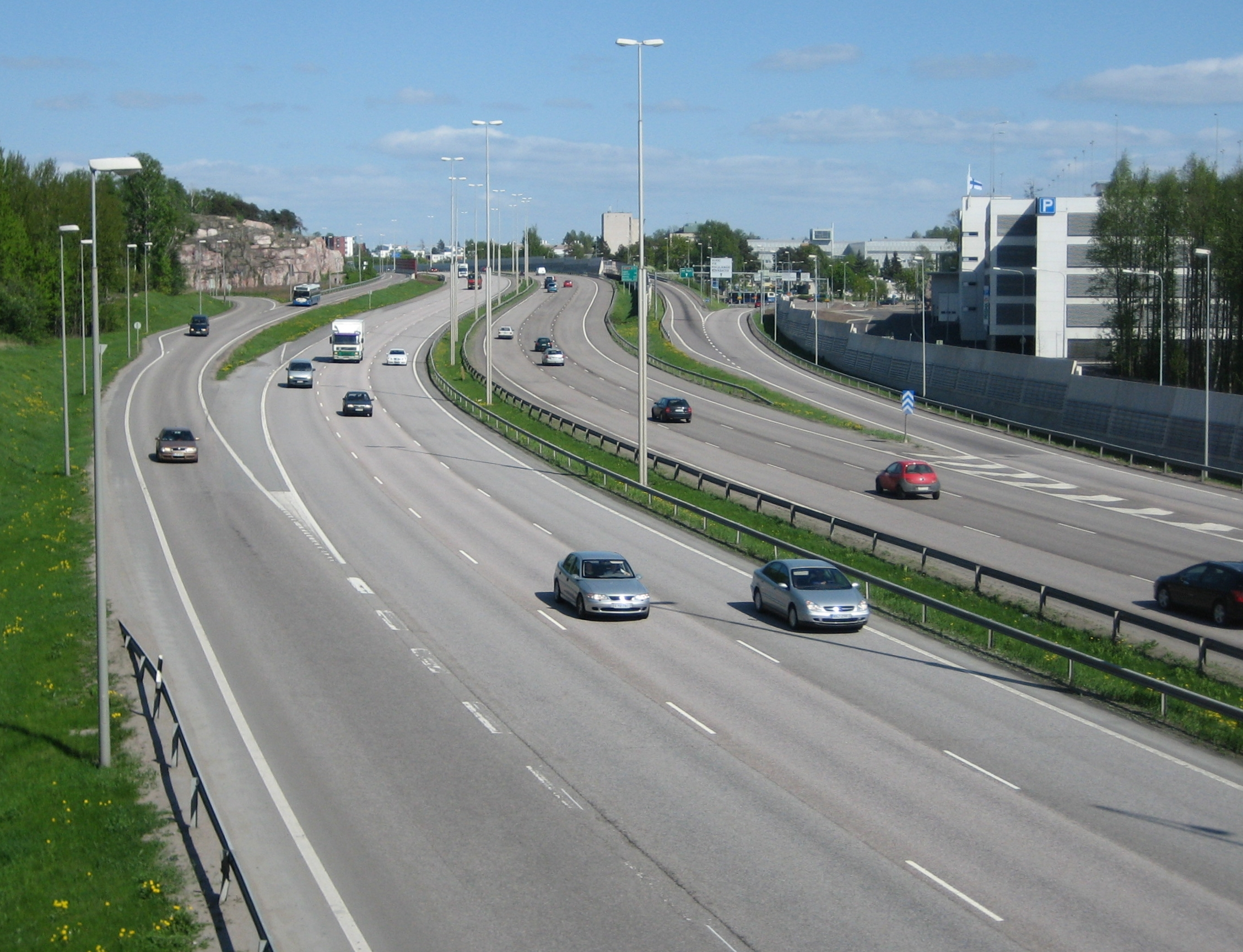
헬싱키 비키 주변을 질주하고 있는 핀란드 7번 국도 전경.

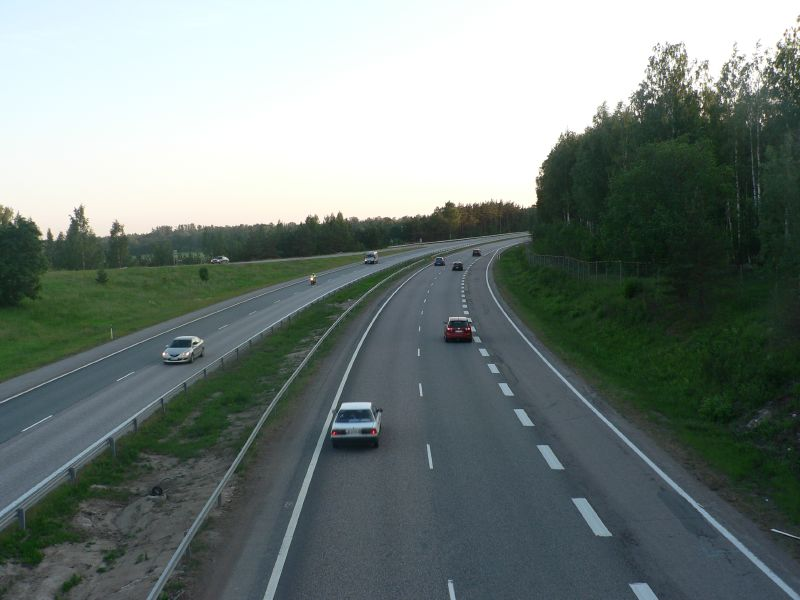
시포에서 바라본 핀란드 7번 국도 전경.

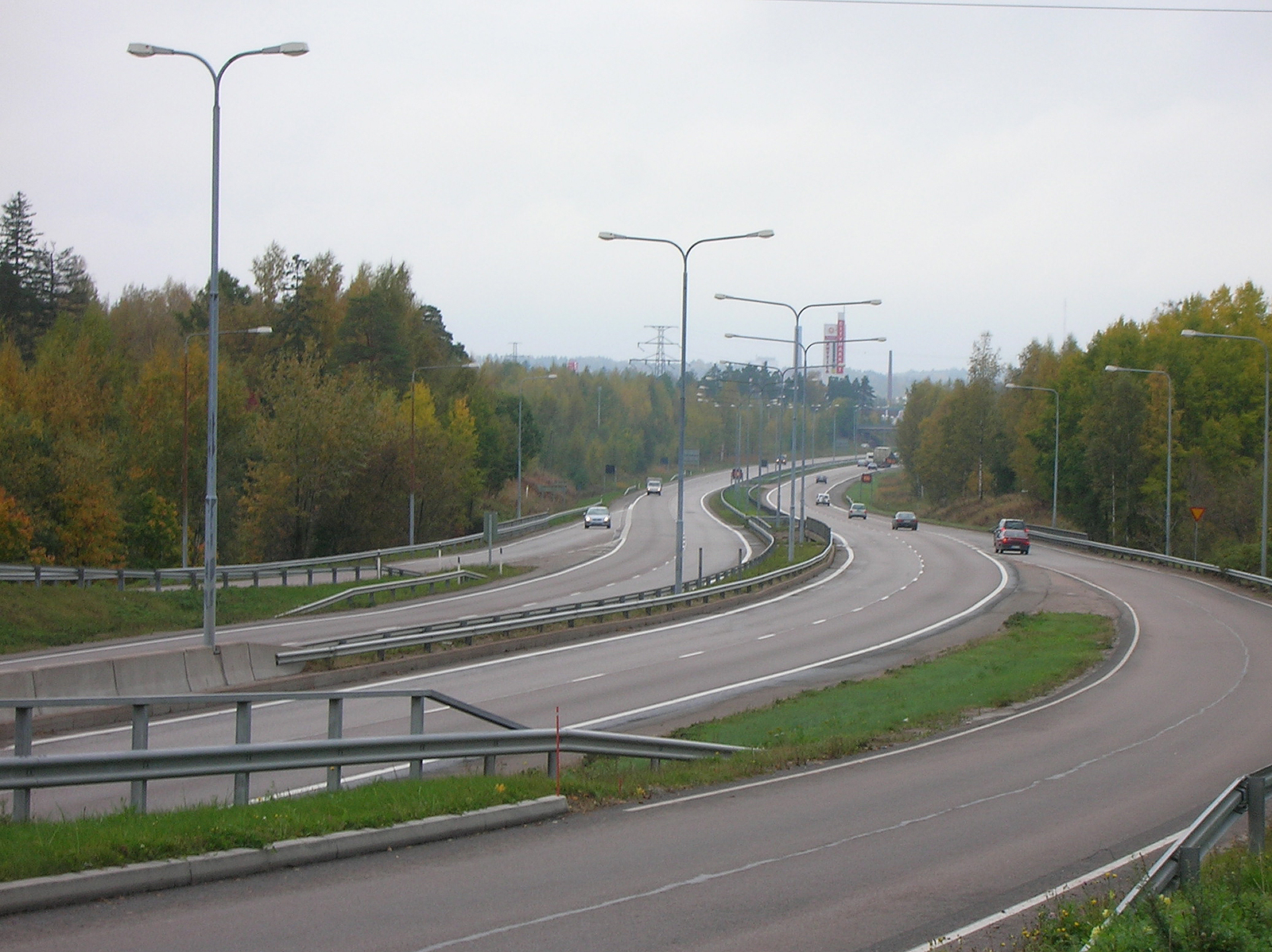
콧카에서는 이 구간을 자동차 전용도로로 지정되어 있다.

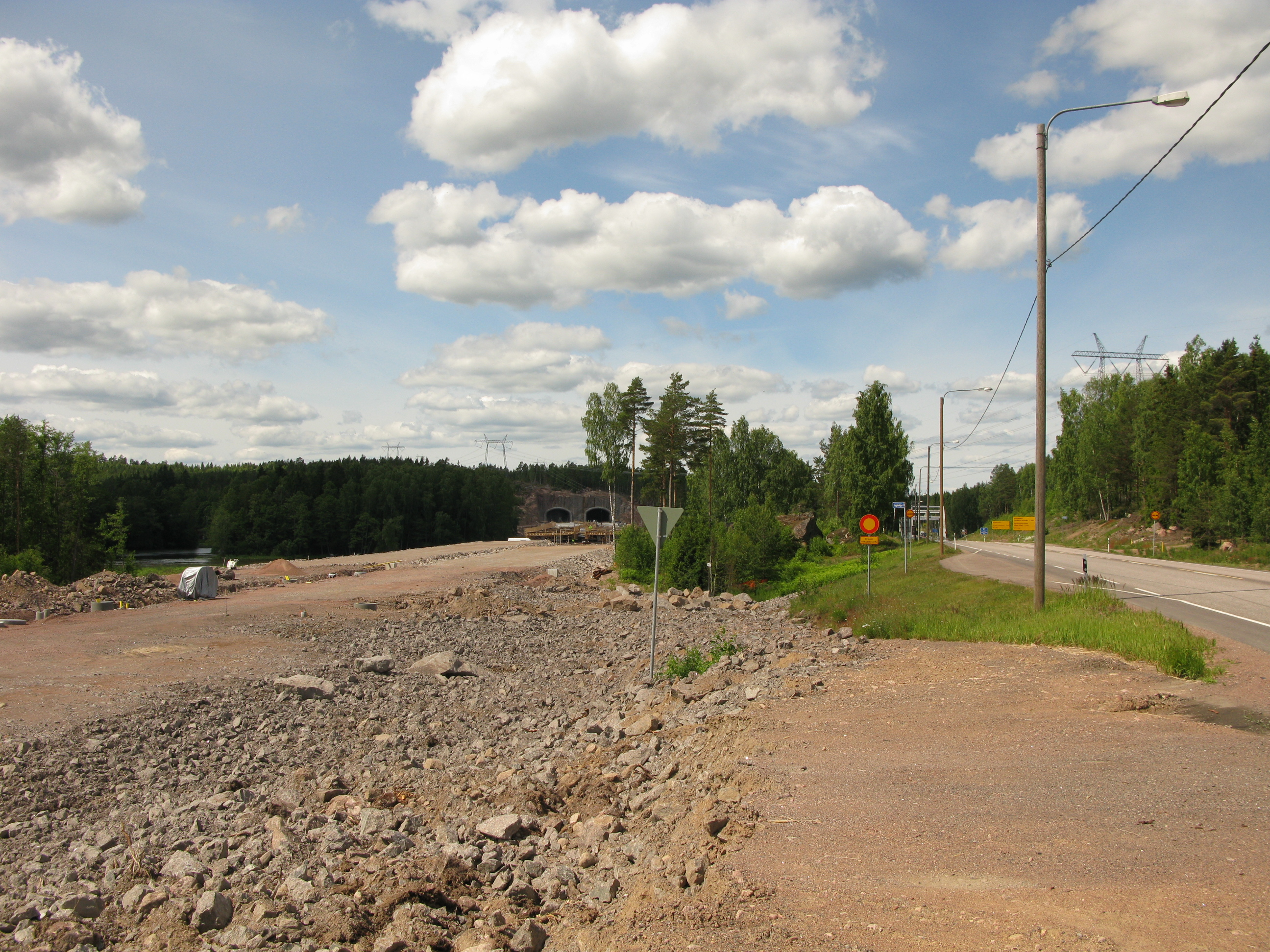
Pyhtää에서는 7번 국도가 신구간의 도로의 선형이 혼재되어 있다.

국도 제7호선(핀란드어: Valtatie 7, 스웨덴어: Riksväg 7)은 헬싱키에서 뷔로라하티까지 이어주는 총 연장 189 km 거리를 가진 핀란드의 일반 국도이다. 그러나 이 국도의 주요 경유지를 살펴 보면, 헬싱키의 에로타야를 필두로 하여 러시아의 국경선과 인접해 있는 바알리마를 거쳐 국경 교차로가 존재하게 되는 뷔로라하티까지 이어주게 된다. 그리고 이 도로가 러시아 국경을 건너 아시안 하이웨이 8호선과도 바로 직결된다. 그리고 이 도로는 대체적으로 보면, 유럽 고속도로 18호선과 TERN의 일부이기도 하다.